# Papilio arcturus
Espèce
Papilio arcturus ou Paon bleu est une espèce de lépidoptères (papillons) de la famille des Papilionidae. Elle est originaire de l'Himalaya.

## Description
Le papillon mesure de 10 à 12 cm d'envergure.

A l'avers, les ailes sont noires et saupoudrées d'écailles vertes. Les ailes antérieures présentent une mince bande verte. Les ailes postérieures sont prolongées par des queues et portent des macules bleues, quatre lunules roses plus ou moins marquées et une ocelle rose dans la zone anale. Au revers, les ailes sont gris foncé, les ailes antérieures sont plus claires et les ailes postérieures portent cinq lunules rose et deux ocelles rose. Le corps et la tête sont noires, la partie supérieure est parsemée d'écailles vertes.

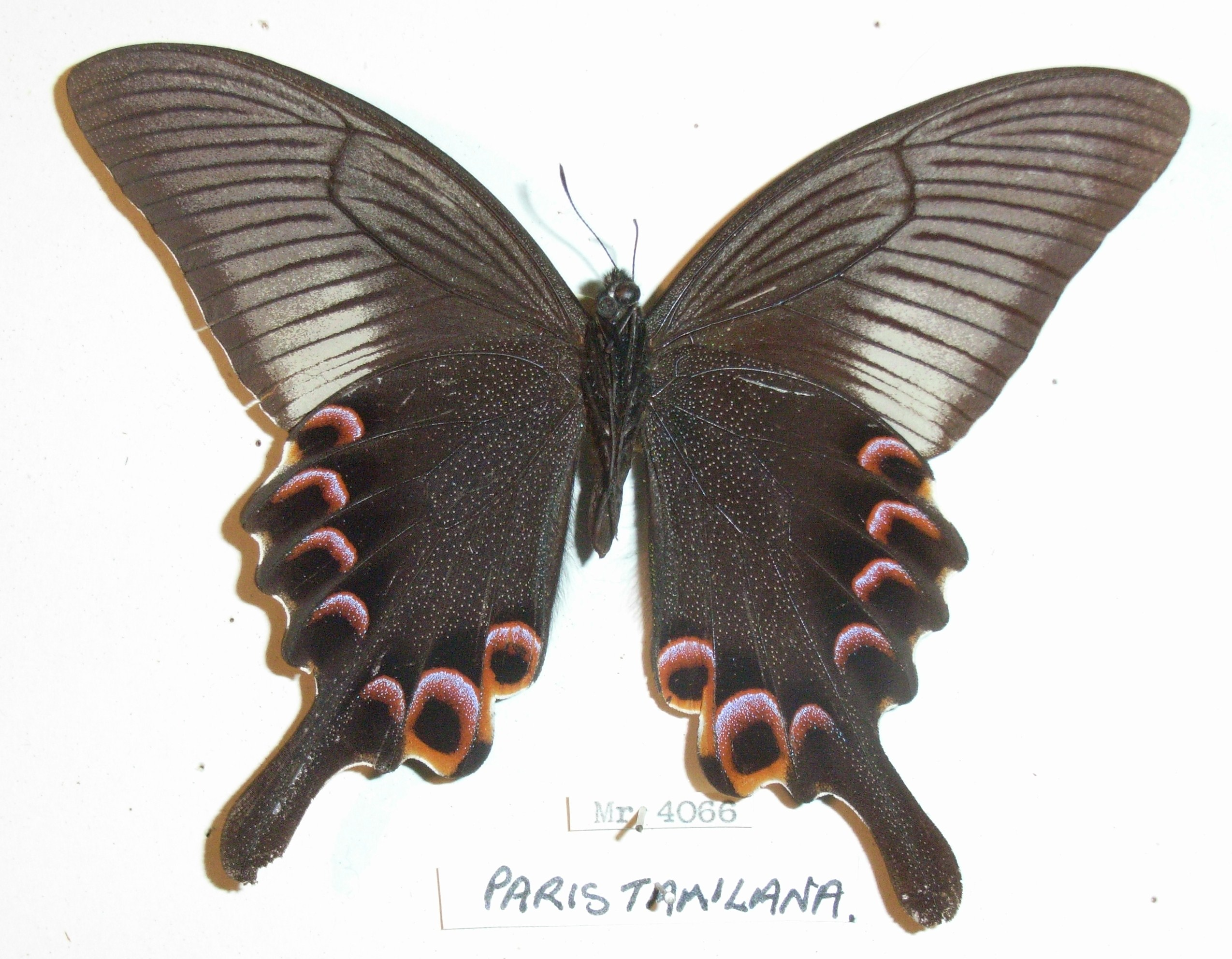
Papilio arcturus revers
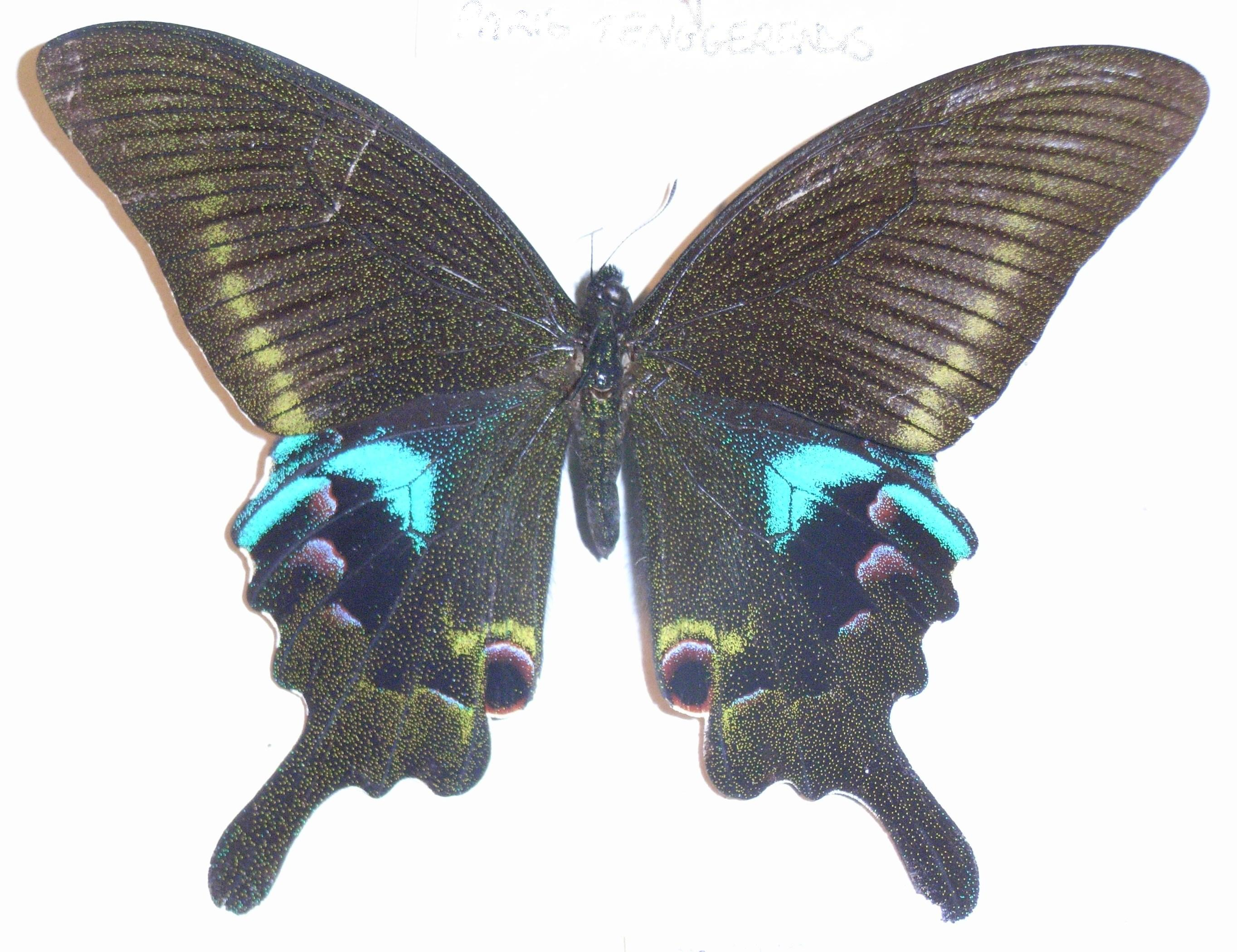
Papilio arcturus avers

## Écologie
L'espèce vit en montagne dans les forêts d'altitude. La chenille se nourrit de feuilles de Rutacées, en particulier de feuilles d' Andaliman, un arbuste proche du poivre du Sichuan.

## Habitat et répartition
L'espèce est présente dans l'Himalaya : Nord-est de l'Inde, particulièrement Assam et Sikkim, Népal, Tibet, ouest et sud de la Chine, Birmanie, nord de la Thaïlande, Laos, Vietnam.

## Systématique
L'espèce Papilio arcturus a été décrite pour la première fois par John Obadiah Westwood en 1842 dans Annals and magazine of natural history. L'espèce figure dans le sous-genre Achillides dans Butterflies of The World.

### Sous-espèces
- Papilio arcturus arcturus
- Papilio arcturus arius
- Papilio arcturus arcturulus

## Nom vernaculaire
L'espèce est appelée "Blue peacock" (Paon bleu) en anglais.

## Galerie

Papilio arcturus
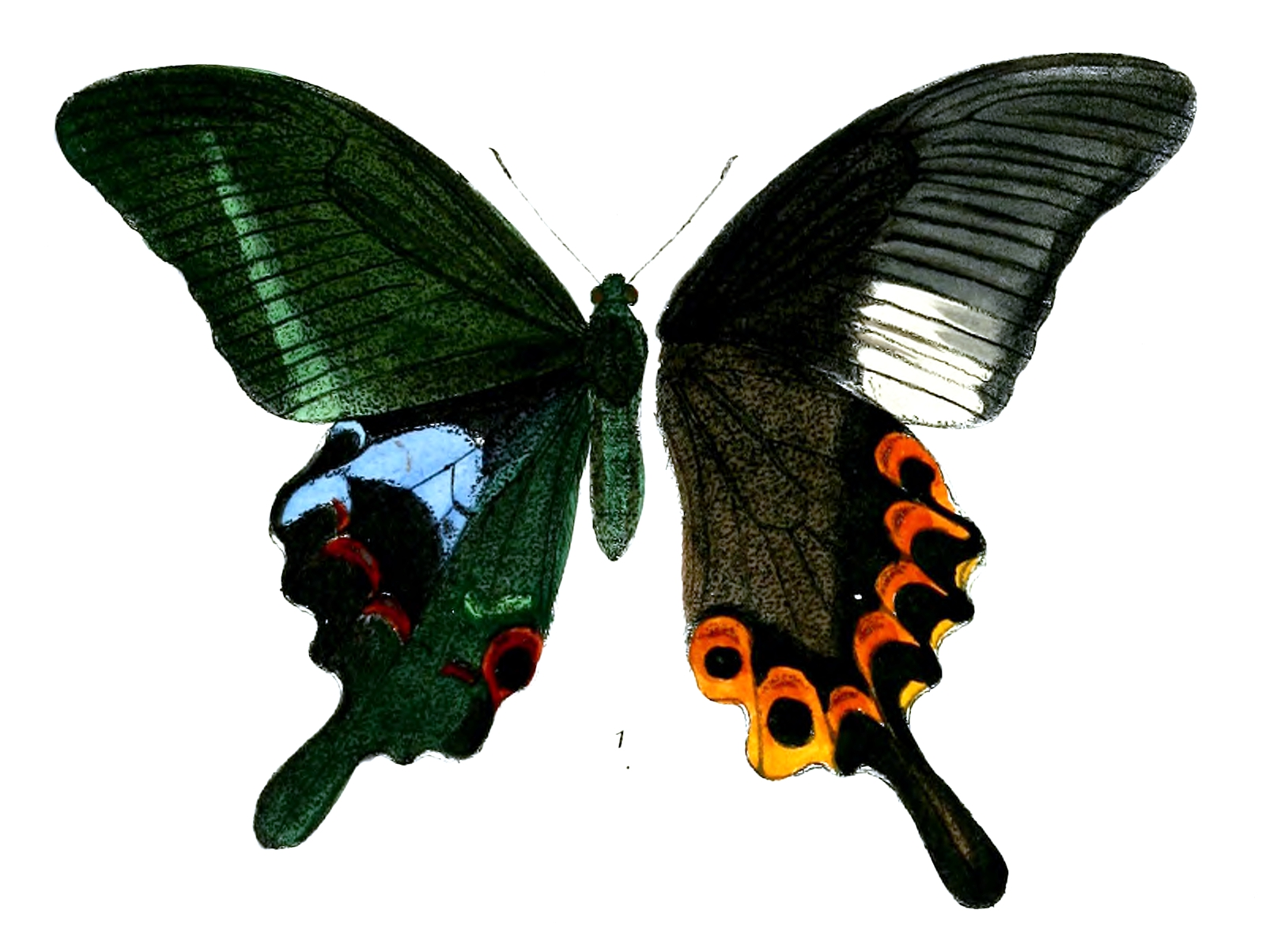
Avers et Revers
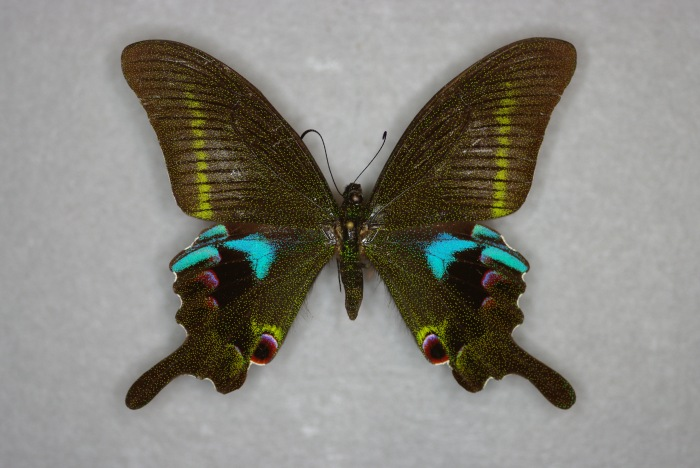
Avers, Chiang Mai, Thaïlande
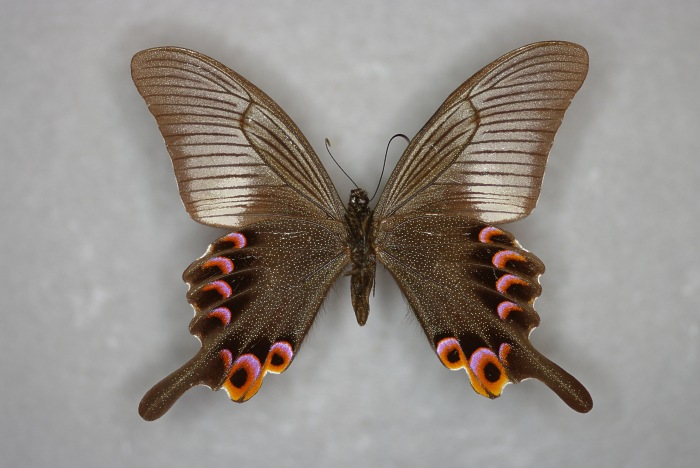
Revers, Chiang Mai, Thaïlande
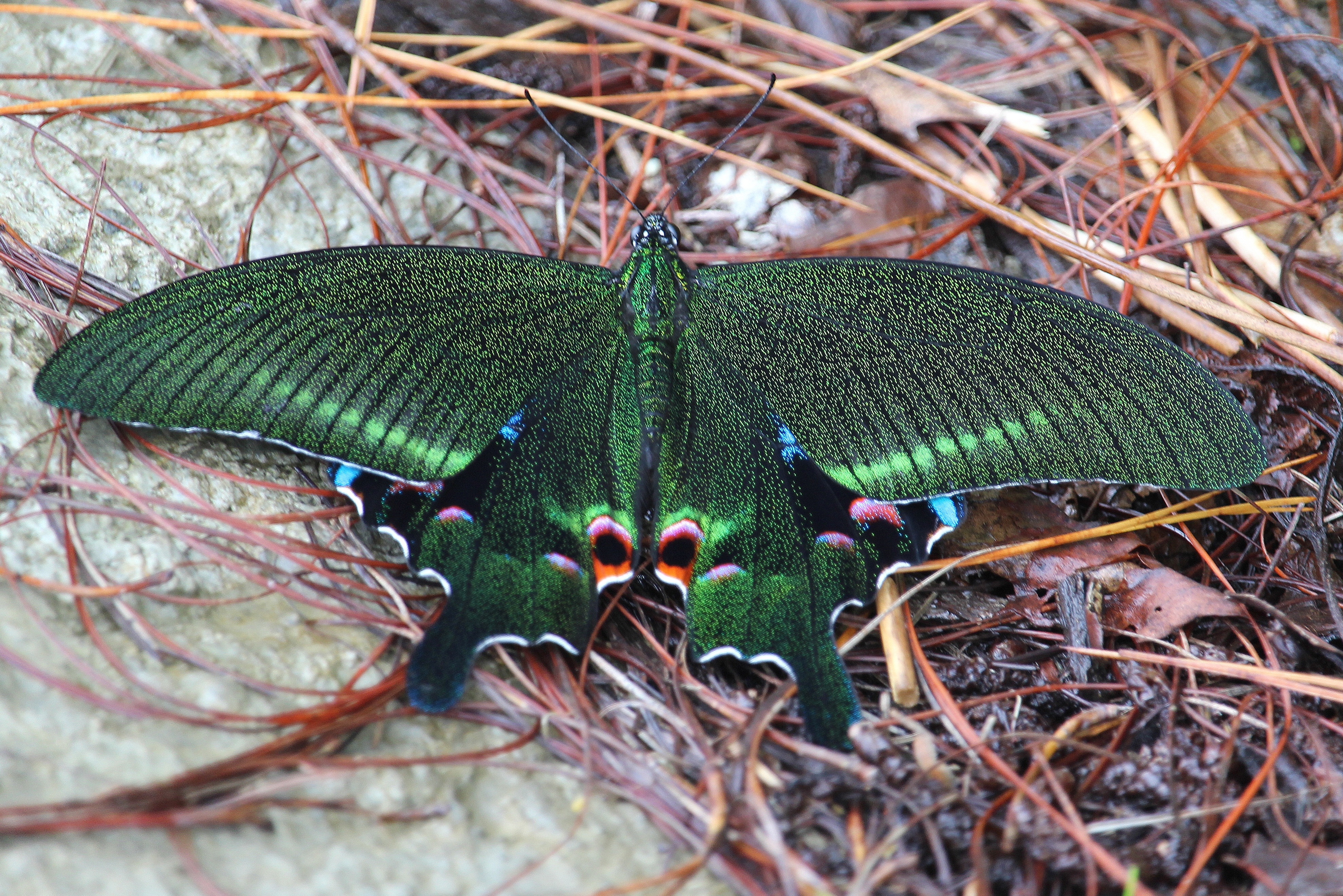
Nagaland, Inde